# 마티아스 욘손
올로프 마티아스 욘손(스웨덴어: Olof Mattias Jonsson [maˈtîːas ˈjʊ̌nːsɔn][*], 1974년 1월 16일, 외레브로 주 쿰라 ~)는 스웨덴의 전직 프로 축구 선수로, 현역 시절 측면 미드필더로 활약했다. 1990년대에 외레브로에서 신고식을 치른 그는 헬싱보리, 브뢴뷔, 그리고 노리치 시티를 거쳐 2011년에 유르고르덴에서 은퇴했다. 1996년부터 2006년까지 스웨덴 국가대표팀에서도 활약했던 욘손은 총 57번의 경기에 출전해 9골을 기록했다. 그는 자국을 대표로 2002년 월드컵, 유로 2004, 그리고 2006년 월드컵에 참가했다.

## 클럽 경력

### 초기 경력
쿰라 출신인 욘손은 쿰라와 칼슬룬의 유소년 구단에서 축구를 시작했다. 그는 1992년에 외레브로로 이적해 1부 리그인 알스벤스칸 첫 경기를 치렀다. 그는 1996년에 리그 경쟁 구단인 헬싱보리로 이적했다. 그는 헬싱보리 소속으로 1999년에 알스벤스칸을 우승하고, 그 시즌 종료 후 해외로 발을 돌렸다.

### 브뢴뷔
스웨덴을 떠난 욘손은 덴마크의 수페르리가에 속한 브뢴뷔에 입단했다. 그는 오게 하레이데 감독의 요청에 따라 브뢴뷔에 입단했고, 욘손은 몇 경기에 스트라이커로 출전하다가 좌측 미드필더로 자리가 잡혔다. 그는 브뢴뷔에서 골 결정력을 몇 차례 보였다. 2001-02 시즌 UEFA컵에서 브뢴뷔가 크로아티아의 바르데크스 원정에서 1-3으로 패했다. 이후 욘손은 2차전에서 해트트릭을 완성해, 브뢴뷔의 5-0 대승, 합계 6-3 승리로 브뢴뷔의 다음 무대 진출을 견인했다. 욘손은 2002년 4월에 AB와의 수페르리가 경기에서 또 해트트릭을 달성해 브뢴비의 5-0 대승과 2001-02 시즌 수페르리가 우승에 일조했다.
그는 2002-03 시즌에 11골을 넣어 브뢴뷔의 리그 득점 1위로 마쳤고, 소속 구단의 2003년 DBU 포칼렌을 선사했다.

### 노리치 시티
유로 2004 종료 후, 욘손은 브뢴뷔를 떠날 것으로 전망되었다. 2004년 8월, 그는 잉글랜드로 건너가 프리미어리그 승격 새내기 노리치 시티에 입단했다. 그는 브뢴비에서 비공개 이적료로 입단했는데, 추산 금액을 £850,000정도로 책정되었다. 그는 프리미어리그 무대에서 인상을 심어주지 못하고 1년 만에 노리치 시티를 떠났다.

### 스웨덴 무대 복귀
2005년, 그는 유르고르덴에 입단하며 스웨덴 무대에 복귀했다. 그는 합류 1년 차에 유르고르덴의 알스벤스칸과 스벤스카 쿠펜 동시 석권으로 2관왕을 견인했다. 그는 시즌 초에 후보 선수였지만, 막판 두 경기에서 교체로 출전해 탈락을 막았다. 그는 2006년 8월에 국가대표팀에서 은퇴해 소속 구단에 집중하게 되었다. 욘손은 2011년 시즌 마지막 경기를 끝으로 은퇴했는데, 최종전은 2011년 10월 23일에 치렀다.

## 국가대표팀 경력
욘손은 1996년 2월에 스웨덴 국가대표팀 신고식을 치렀다. 그는 스웨덴 국가대표팀 일원으로 2002년 월드컵에 참가해 16강에서 탈락하기 전까지 2경기에 교체로 출전했다.
그는 유로 2004에도 스웨덴 국가대표팀에 차출되었다. 그는 후보 선수로 시작했지만, 교체로 투입된 후 선발 명단에 이름을 올렸다. 그는 스웨덴이 출전한 4경기 중 3경기에 출전했고, 덴마크전에서 득점을 올려 스웨덴의 조별 리그 통과를 확정지었다.
그는 2006년 월드컵에도 스웨덴 선수단 일원으로 참가해 스웨덴이 출전한 4경기에 모두 출전했다.

## 사생활
그는 유르고르덴 선수 멜케르 욘손의 부친이다.

## 경력 통계

### 클럽
| 구단        | 시즌      | 리그         | 리그 | 리그 | 컵   | 컵 | 리그컵 | 리그컵 | 대륙 | 대륙 | 기타 | 기타 | 합계 | 합계 |
| 구단        | 시즌      | 리그명       | 출장 | 골   | 출장 | 골 | 출장   | 골     | 출장 | 골   | 출장 | 골   | 출장 | 골   |
| ----------- | --------- | ------------ | ---- | ---- | ---- | -- | ------ | ------ | ---- | ---- | ---- | ---- | ---- | ---- |
| 외레브로    | 1993      | 알스벤스칸   | 15   | 1    |      |    | –      | –      |      |      | –    | –    |      |      |
| 외레브로    | 1994      | 알스벤스칸   | 26   | 14   |      |    | –      | –      |      |      | –    | –    |      |      |
| 외레브로    | 1995      | 알스벤스칸   | 20   | 9    |      |    | –      | –      |      |      | –    | –    |      |      |
| 외레브로    | 합계      | 합계         | 61   | 24   |      |    | 0      | 0      |      |      | 0    | 0    |      |      |
| 헬싱보리    | 1996      | 알스벤스칸   | 21   | 3    |      |    | –      | –      |      |      | –    | –    |      |      |
| 헬싱보리    | 1997      | 알스벤스칸   | 19   | 11   |      |    | –      | –      |      |      | –    | –    |      |      |
| 헬싱보리    | 1998      | 알스벤스칸   | 20   | 4    |      |    | –      | –      |      |      | –    | –    |      |      |
| 헬싱보리    | 1999      | 알스벤스칸   | 24   | 5    |      |    | –      | –      |      |      | –    | –    |      |      |
| 헬싱보리    | 합계      | 합계         | 84   | 23   |      |    | 0      | 0      |      |      | 0    | 0    |      |      |
| 브뢴뷔      | 1999-00   | 수페르리가   | 15   | 2    | 0    | 0  | –      | –      | 0    | 0    | –    | –    | 15   | 2    |
| 브뢴뷔      | 2000–01   | 수페르리가   | 29   | 14   | 2    | 0  | –      | –      | 5    | 1    | –    | –    | 36   | 15   |
| 브뢴뷔      | 2001–02   | 수페르리가   | 30   | 7    | 1    | 0  | –      | –      | 7    | 4    | –    | –    | 38   | 11   |
| 브뢴뷔      | 2002–03   | 수페르리가   | 29   | 11   | 5    | 3  | –      | –      | 6    | 2    | –    | –    | 40   | 16   |
| 브뢴뷔      | 2003–04   | 수페르리가   | 26   | 6    | 2    | 0  | –      | –      | 8    | 3    | –    | –    | 36   | 9    |
| 브뢴뷔      | 2004–05   | 수페르리가   | 2    | 0    | 0    | 0  | –      | –      | 0    | 0    | –    | –    | 2    | 0    |
| 브뢴뷔      | 합계      | 합계         | 131  | 40   | 10   | 3  | 0      | 0      | 26   | 10   | 0    | 0    | 167  | 53   |
| 노리치 시티 | 2004–05   | 프리미어리그 | 28   | 0    | 1    | 0  | 1      | 0      | –    | –    | –    | –    | 30   | 0    |
| 유르고르덴  | 2005      | 알스벤스칸   | 10   | 4    | 2    | 0  | –      | –      | 2    | 0    | –    | –    | 14   | 4    |
| 유르고르덴  | 2006      | 알스벤스칸   | 21   | 6    |      |    | –      | –      | 2    | 0    | –    | –    | 23   | 6    |
| 유르고르덴  | 2007      | 알스벤스칸   | 16   | 5    |      |    | –      | –      | –    | –    | –    | –    | 16   | 5    |
| 유르고르덴  | 2008      | 알스벤스칸   | 12   | 2    |      |    | –      | –      | 0    | 0    | –    | –    | 12   | 2    |
| 유르고르덴  | 2009      | 알스벤스칸   | 8    | 1    |      |    | –      | –      | 0    | 0    | 1    | 1    | 9    | 2    |
| 유르고르덴  | 2010      | 알스벤스칸   | 14   | 2    |      |    | –      | –      | 0    | 0    | –    | –    | 14   | 2    |
| 유르고르덴  | 2011      | 알스벤스칸   | 22   | 2    |      |    | –      | –      | 0    | 0    | –    | –    | 22   | 2    |
| 유르고르덴  | 합계      | 합계         | 103  | 22   | 2    | 0  | 0      | 0      | 4    | 0    | 1    | 1    | 110  | 23   |
| 경력 합계   | 경력 합계 | 경력 합계    | 362  | 103  |      |    | 1      | 0      |      |      | 1    | 1    |      |      |

1. ↑  알스벤스칸 강등 플레이오프전 1경기 출전 기록 포함

### 국가대표팀
| 국가대표팀 | 연도 | 출장 | 골 |
| ---------- | ---- | ---- | -- |
| 스웨덴     | 1996 | 2    | 0  |
| 스웨덴     | 1997 | 3    | 1  |
| 스웨덴     | 1998 | 2    | 0  |
| 스웨덴     | 1999 | 4    | 0  |
| 스웨덴     | 2000 | 6    | 0  |
| 스웨덴     | 2001 | 5    | 1  |
| 스웨덴     | 2002 | 6    | 0  |
| 스웨덴     | 2003 | 8    | 4  |
| 스웨덴     | 2004 | 8    | 2  |
| 스웨덴     | 2005 | 5    | 1  |
| 스웨덴     | 2006 | 8    | 0  |
| 합계       | 합계 | 57   | 9  |

### 국가대표팀 득점 기록
아래의 점수에서 왼쪽의 점수가 스웨덴의 점수이며, 점수 열은 욘손의 득점 당시 점수 상황을 나타낸다.
| # | 날짜            | 경기장                           | 상대           | 점수 | 결과 | 대회                 | 주.    |
| - | --------------- | -------------------------------- | -------------- | ---- | ---- | -------------------- | ------ |
| 1 | 1997년 9월 10일 | 스웨덴 솔나 로순다               | 라트비아       | 1–0  | 1–0  | 1998년 월드컵 예선전 | [ 13 ] |
| 2 | 2001년 2월 12일 | 태국 방콕 수파찰라사이           | 중화인민공화국 | 1–0  | 3–0  | 2001년 킹스컵        | [ 14 ] |
| 3 | 2003년 6월 7일  | 산 마리노 세라발레 올림픽 경기장 | 산마리노       | 1–0  | 6–0  | 유로 2004 예선전     | [ 15 ] |
| 4 | 2003년 6월 7일  | 산 마리노 세라발레 올림픽 경기장 | 산마리노       | 4–0  | 6–0  | 유로 2004 예선전     | [ 15 ] |
| 5 | 2003년 6월 7일  | 산 마리노 세라발레 올림픽 경기장 | 산마리노       | 5–0  | 6–0  | 유로 2004 예선전     | [ 15 ] |
| 6 | 2003년 9월 6일  | 스웨덴 예테보리 울레비           | 산마리노       | 1–0  | 5–0  | 유로 2004 예선전     | [ 16 ] |
| 7 | 2004년 6월 22일 | 포르투갈 포르투 베사             | 덴마크         | 2–2  | 2–2  | 유로 2004            | [ 17 ] |
| 8 | 2004년 8월 18일 | 스웨덴 솔나 로순다               | 네덜란드       | 1–0  | 2–2  | 친선경기             | [ 18 ] |
| 9 | 2005년 6월 4일  | 스웨덴 예테보리 울레비           | 몰타           | 1–0  | 6–0  | 2006년 월드컵 예선전 | [ 19 ] |

## 수상
헬싱보리
- 알스벤스칸: 1999

브뢴뷔
- 덴마크 수페르리가: 2001–02
- DBU 포칼렌: 2002–03

유르고르덴
- 알스벤스칸: 2005
- 스벤스카 쿠펜: 2005

개인
- 스토르 그라브: 2001[21]
- 오레츠 예른카민: 2011